# Sixth Street Viaduct

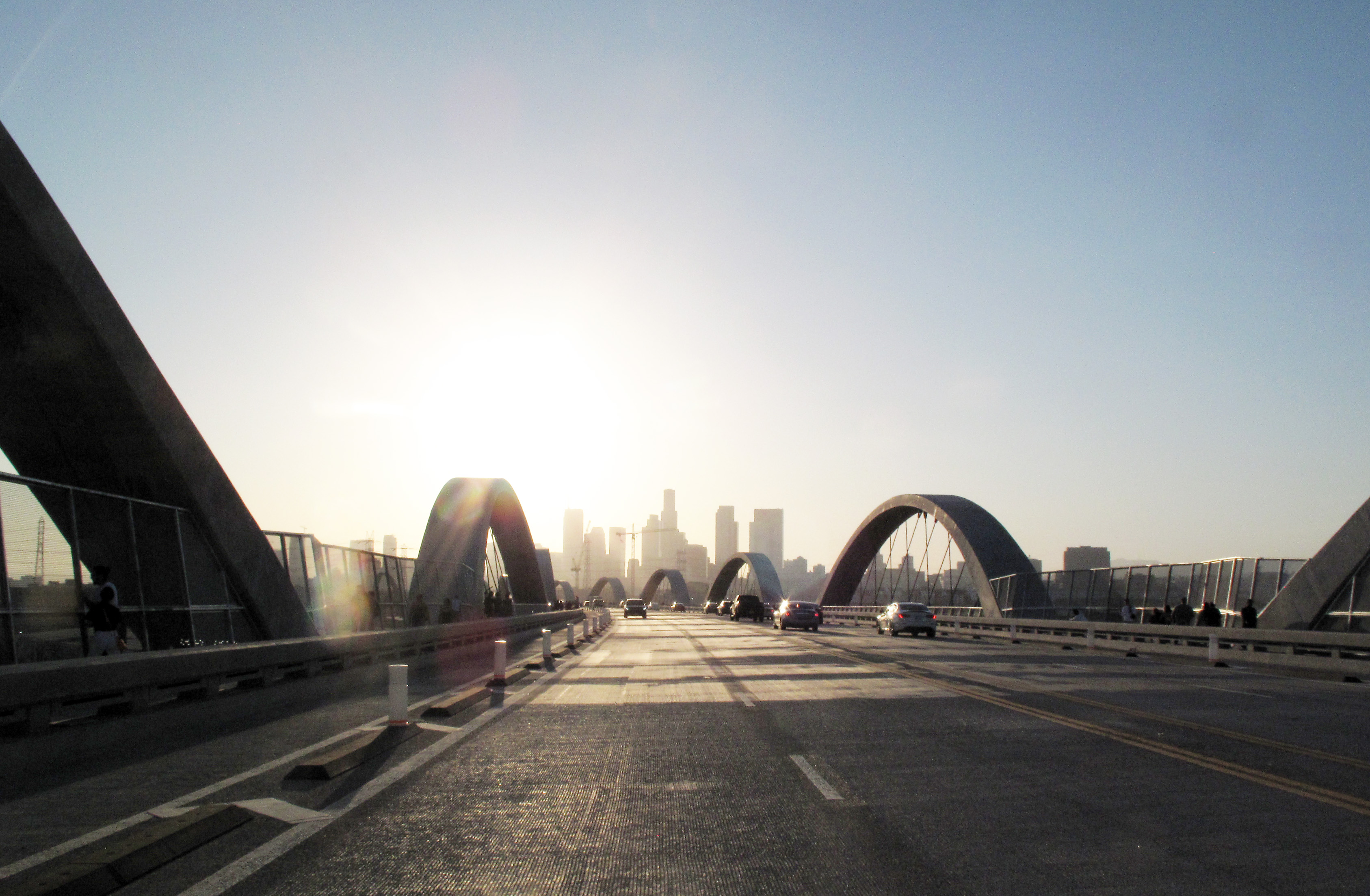
Der neue Sixth Street Viaduct (Juni 2022), mit Blick auf Downtown Los Angeles

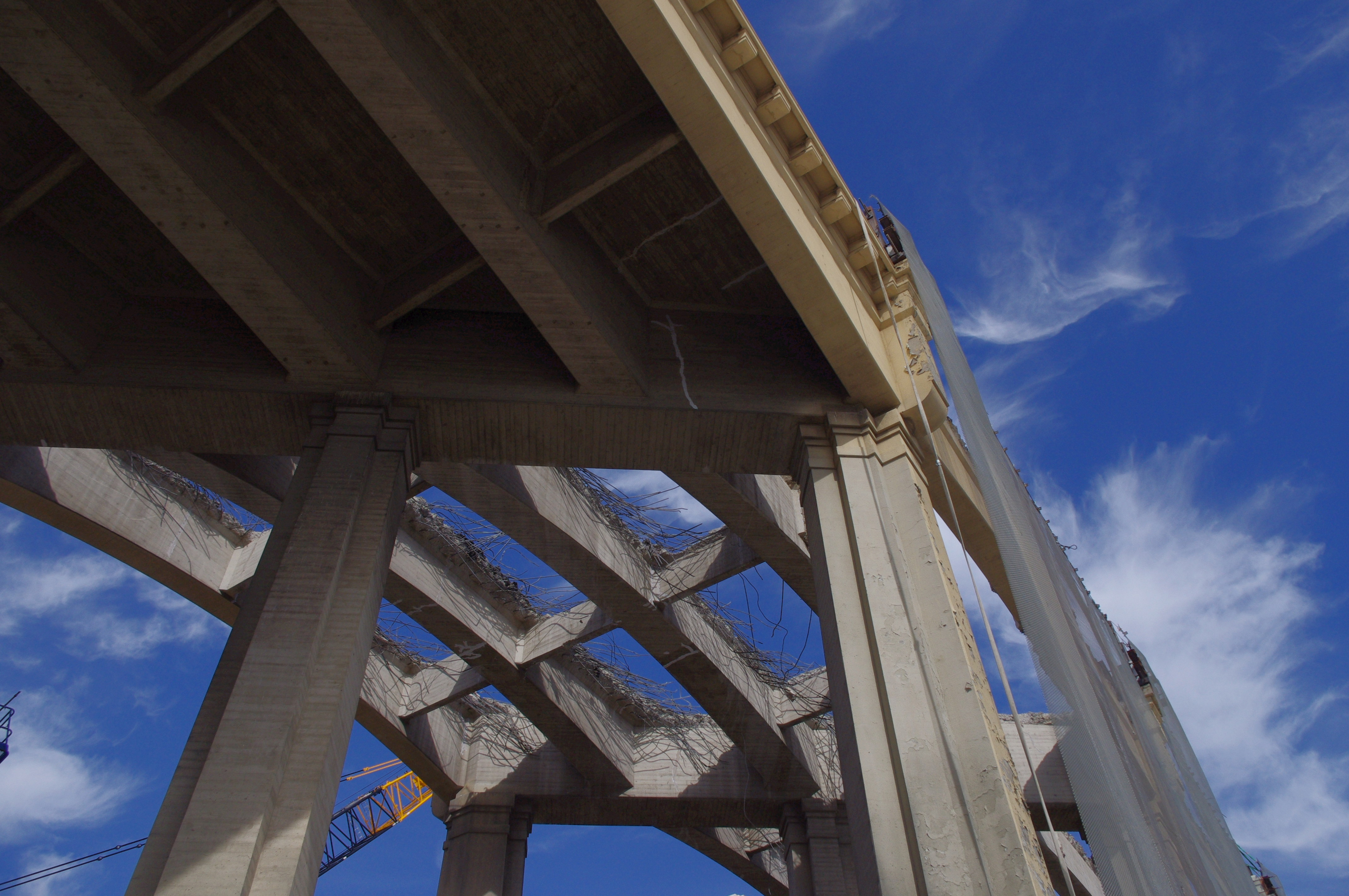
Abriss des ersten Sixth Street Viaduct (April 2016)

Der Sixth Street Viaduct, auch bekannt als Sixth Street Bridge, ist eine Hochstraße in Los Angeles.

## Geschichte
Die Hochstraße ist knapp einen Kilometer lang und überspannt den Los Angeles River, die 16 Fahrspuren des Santa Ana Freeways (U.S. Highway 101) und des Golden State Freeways (Interstate 5), die 18 Eisenbahnspuren der Linien von Metrolink, Amtrak (Pacific Surfliner und Southwest Chief) sowie Union Pacific sowie zahlreiche einfache Straßen, Parks und Fußgängerwege. Sie ist eine wichtige Verbindung zwischen dem östlichen Boyle Heights und dem zentralen Teil von Los Angeles, dem Arts District in Downtown Los Angeles.
Der erste Sixth Street Viaduct wurde von Planern des City of Los Angeles Bureau of Engineering entworfen, zwischen 1932 und 1933 erbaut und war ein Symbol für die Ingenieurskunst der damaligen Zeit. Sie war eine Bogenbrücke aus Beton und Stahl und hatte auf einer Länge von 914 (oder 918) und einer Breite von 30 Metern insgesamt 43 Brückenbögen. Mit dem Brückbau war ein Entwicklungsprojekt für die Stadt geplant, das den Los Angeles River in eine Parklandschaft umbauen sollte. Die Brücke wurde jedoch schnell zu einem Wahrzeichen der Stadt und war in vielen Musikvideos, Filmen, Fernsehsendungen, Serien und Computerspielen zu sehen, darunter in den Kassenschlagern Grease, Terminator 2 – Tag der Abrechnung und Transformers.
In den 1990er Jahren wurden jedoch Mängel an der Brücke festgestellt, die eine Renovierung erforderlich machten. Einige Teile der Brücke waren bereits instabil geworden und mussten repariert werden. Es wurden Kampagnen gestartet, um die Brücke zu erhalten, aber letztendlich wurde beschlossen, sie abzureißen, da die Renovierungskosten zu hoch gewesen wären. Der Abriss wurde im Jahr 2016 durchgeführt und eine neue Brücke nach den Plänen von Michael Maltzan Architecture, die siegreich aus dem Wettbewerb 2012 hervorgingen, an derselben Stelle neugebaut und am 9. Juli 2022 eröffnet. Die neue Brücke ist mit einer Länge von 950 Metern und einer Breite von 36 Metern etwas größer als die ursprüngliche Brücke. Das Design der neuen Brücke ist jedoch an das Original angelehnt, um die historische Bedeutung der Brücke zu erhalten. Nach einer Bauzeit von sechs Jahren kosteten Abriss und Neubau des größten Brückenbauprojektes in der Geschichte der Stadt insgesamt 588 Millionen US-Dollar.
Die Brücke ist eine von insgesamt 14 Brücken, die den Los Angeles River überspannen. Die Sixth Street Viaduct ist jedoch die am längsten in Betrieb befindliche und hat sich besonders durch die vielen Auftritte in den populären Medien zu einem Wahrzeichen der Stadt entwickelt. Die neue Brücke ist 914 Meter lang und 30 Meter breit und wurde im Art-déco-Stil entworfen, sie besteht aus Stahlbeton, hat 20 Bögen und vier Fahrspuren. Über separate Fahrrad- und Fußgängerwege sowie einen Fahrstreifen für den öffentlichen Nahverkehr können sich alle Verkehrsteilnehmer sicher bewegen und über mehrere Treppen und Rampen über die Länge der Brücke begangen bzw. verlassen werden. Die Brücke bietet schöne Aussichten auf die Stadt und wurde von der Stadt als Symbol für eine nachhaltigere und umweltfreundlichere Stadtgestaltung eingeweiht.